# Azhikode North
Azhikode North è una suddivisione dell'India, classificata come census town, di 22.001 abitanti, situata nel distretto di Kannur, nello stato federato del Kerala. In base al numero di abitanti la città rientra nella classe III (da 20.000 a 49.999 persone).

## Geografia fisica
La città è situata a 11° 55' 50 N e 75° 19' 25 E.

## Società

### Evoluzione demografica
Al censimento del 2001 la popolazione di Azhikode North assommava a 22.001 persone, delle quali 10.928 maschi e 11.073 femmine. I bambini di età inferiore o uguale ai sei anni assommavano a 2.256, dei quali 1.128 maschi e 1.128 femmine. Infine, coloro che erano in grado di saper almeno leggere e scrivere erano 18.442, dei quali 9.290 maschi e 9.152 femmine.